# Wiktoria Goryńska
Wiktoria Julia Jadwiga Goryńska (ur. 6 lipca 1902 w Wiedniu, zm. 29 marca 1945 w Ravensbrück (KL)) – polska malarka i graficzka.

## Życiorys
Córka Maksymiliana Goryńskiego (właściwie Szyja Mayer Goldscheider) i Stanisławy z domu Markheim. Dzieciństwo spędziła w Wielkiej Brytanii, a następnie powróciła z rodzicami do Wiednia, gdzie uczyła się w Kunstgewerbeschule. W 1918 przyjechała do Warszawy, gdzie kontynuowała naukę w Szkole Sztuk Pięknych pod kierunkiem Konrada Krzyżanowskiego. Następnie przez pewien czas mieszkała w Berlinie, skąd wróciła do Warszawy, gdzie podjęła regularne studia w Szkole Sztuk Pięknych, w pracowniach Tadeusza Pruszkowskiego i Władysława Skoczylasa.

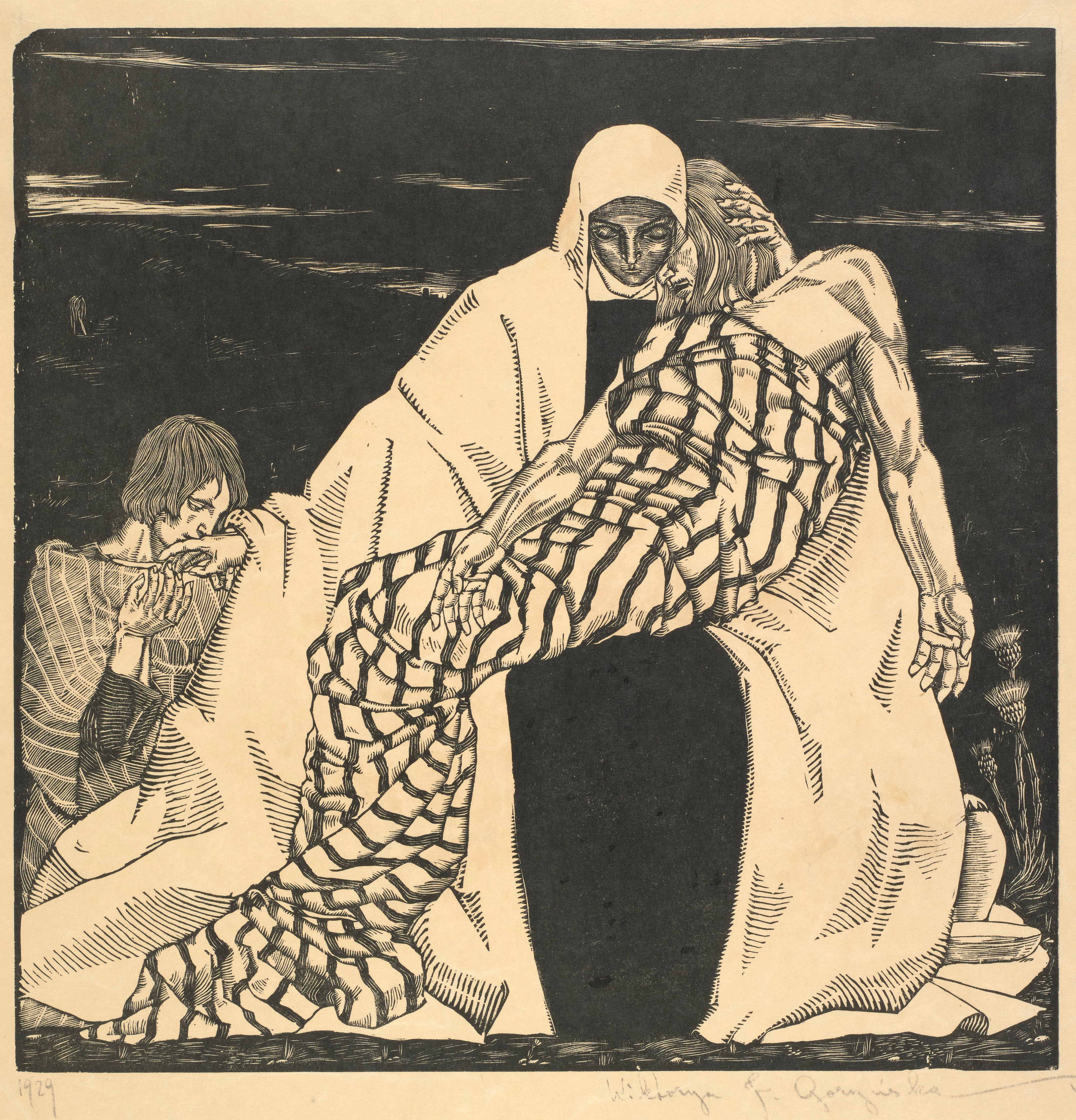
Pietà, Wiktoria Goryńska

Należała do Stowarzyszenia Artystów Grafików "Ryt" oraz była członkiem Związku Polskich Artystów Grafików. Zajmowała się drzeworytem, kolorowanym lub lawowanym, w 1931 w warszawskim Towarzystwie Zachęty Sztuk Pięknych miała miejsce pierwsza indywidualna wystawa jej prac. Pisała felietony dotyczące sztuki do prasy polskiej i zagranicznej, recenzowała wystawy oraz tłumaczyła teksty prasowe. Na antenie Polskiego Radia wygłaszała prelekcje dla Polonii amerykańskiej, jako jedna z pierwszych kobiet w Polsce uprawiała szermierkę i na jej temat pisała artykuły do prasy. Tworzyła drzeworyty o tematyce religijnej, fantastycznej, animalistycznej, zajmowała się grafiką książkową, do września 1939 powstało ponad sto prac. W zbiorach Muzeum Narodowego w Warszawie znajduje się zespół 44 klocków drzeworytniczych artystki.
Podczas okupacji hitlerowskiej działała w konspiracji, używając pseudonimu "Leti" była łączniczką, od 1943 przy Komendzie Głównej Armii Krajowej, gdzie była przydzielona do Oddziału VI BiP (Biuro Informacji i Propagandy), wchodziła w skład redakcji Biuletynu Informacyjnego. Po upadku powstania warszawskiego została skierowana do obozu przejściowego, a stamtąd do obozu koncentracyjnego w Ravensbrück, gdzie zginęła.